# Wynohradiw
Wynohradiw (ukrainisch Виноградів; ungarisch Nagyszőllős) ist eine Stadt in der westlichen Ukraine, Oblast Transkarpatien, in der Ebene des Flusses Theiß.

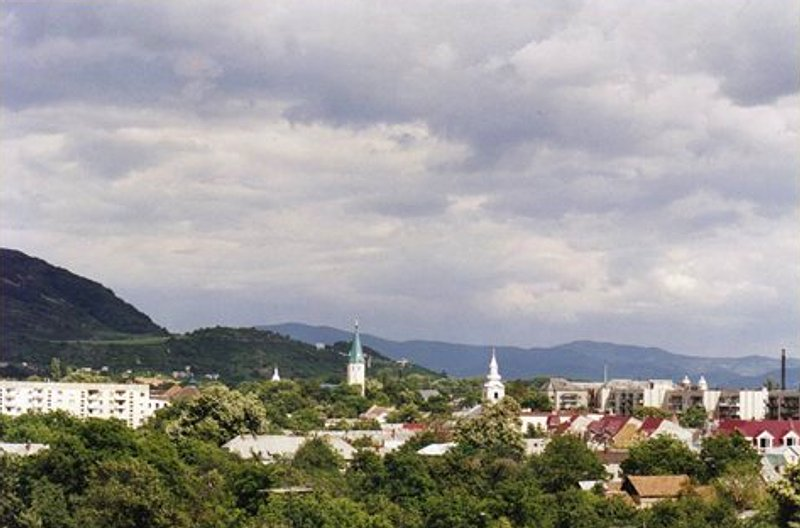
Blick auf die Stadt

## Geografie
Die Stadt liegt in der Karpatoukraine im Grenzgebiet zu Rumänien und Ungarn und war bis 2020 das Verwaltungszentrum des Rajons Wynohradiw.
2004 hatte die Stadt 25.200 Einwohner, davon bekennen sich zirka 15 % zur ungarischen Nationalität.

## Stadtname und Sprachen
Aufgrund der Vielzahl von ethnischen Gruppen, die über die Jahrhunderte in Wynohradiw lebten und leben, gibt es verschiedensprachliche Bezeichnungen für den Stadtnamen: russinisch Севлюш/Sewljusch oder Сивлюш/Sywljusch, russisch Виноградов/Winogradow, ungarisch Nagyszőllős (nicht zu verwechseln mit dem rumänischen Seleuș, vormals Nagyszőllős), slowakisch (Veľký) Sevľuš/Vinohradov, tschechisch (Velká/Velký) Sevl(j)uš/Vinohradov, polnisch Winogradów, lateinisch Szeuleus, jiddisch Sejlesch oder Söjlesch, rumänisch Seleușu Mare (nicht zu verwechseln mit dem rumänischen Seleuș, vormals Seleușul Mare), deutsch Groß Sillesch, auch Groß Weinstadt, Groß Seblisch.

## Geschichte
Wynohradiw teilt die Geschichte der Karpato-Ukraine. Der Ort wurde 1262, als er seine Stadtrechte vom ungarischen König Béla IV. erhielt, zum ersten Mal als Zceuleus erwähnt. Er ist einer der ältesten des Komitats Ugocsa und ist auf einer königlichen Rechnung erwähnt.
1329 bekam die Stadt das Wirtschafts- und Handelsrecht durch König Karl I. verliehen und war von da an bis 1919 die Hauptstadt des ungarischen Komitats Ugocsa. Ihren ungarischen Namen Nagyszőlős stammt von dem Wort szőlő ab für Weintraube, da der Ort eine wichtige Weinlandschaft war.
1717 kam es zu einem Tatareneinfall, bei dem fast die gesamte Bevölkerung getötet oder vertrieben wurde. 1880 hatte die Stadt, die Teil der ungarischen Reichshälfte im Kaiserreich Österreich-Ungarn war, schon 4400 Einwohner, 1881 wird eine öffentliche Bürgerschule eröffnet.
1910 hatte die Stadt 7811 Einwohner, davon bekannten sich 5943 oder 76 % zur ungarischen, 1266 oder 16 % zur russinischen und 540 oder 7 % zur deutschen Nationalität. 3311 oder 42,5 % bekannten sich zur griechisch-katholischen Kirche, 2237 oder 28,6 % waren jüdischen Glaubens und 1124 oder 14,4 % waren Calvinisten.
Nach dem Ende des Ersten Weltkriegs wurde sie 1919 Teil der Tschechoslowakei, 1939 wurde Transkarpatien von Ungarn annektiert. Nach der Besetzung durch die Deutschen 1944 wurde das jüdische Ghetto als Sammellager für alle Juden aus dem Norden Transkarpatiens eingerichtet, wobei von Mai bis Juni 1944 die meisten in das KZ Auschwitz gebracht wurden, um dort kurz nach der Ankunft vergast zu werden. Die Juden verbrachten in der Regel zwei Wochen im jüdischen Sammellager, bevor sie nach Auschwitz kamen.
1944 im Zuge der Einnahme der Stadt durch sowjetische Truppen wurden ungefähr 4000 Personen aus der männlichen Zivilbevölkerung in die Sowjetunion verschleppt, wobei 70 % der Verschleppten in der Gefangenschaft umkamen. Der Ort wurde der Ukrainischen SSR zugeschlagen und hieß zunächst Sewljusch (Севлюш), wurde aber 1946 in Anlehnung an den ungarischen Namen (Szőlős = „Weinberg“) in Winogradow (= „Weinstadt/Weinburg“) umbenannt.
Am 14. Juli 2020 wurde die Stadt zum Zentrum der neu gegründeten Stadtgemeinde Wynohradiw (Виноградівська міська громада/Wynohradiwska miska hromada) im Rajon Berehowe. Zu dieser zählen auch 13 Dörfer; bis dahin bildete sie die Stadtratsgemeinde Wynohradiw (Виноградівська міська рада/Wynohradiwska miska rada).

## Sehenswürdigkeiten
- Die um 1900 im Jugendstil gebaute Synagoge

## Verwaltungsgliederung
Folgende Orte sind neben dem Hauptort Wynohradiw ein Teil der Gemeinde:
| Name                     | Name           | Name                              | Name                         | Name           | Name    |
| ukrainisch transkribiert | ukrainisch     | russisch                          | slowakisch                   | ungarisch      | deutsch |
| ------------------------ | -------------- | --------------------------------- | ---------------------------- | -------------- | ------- |
| Borschawske              | Боржавське     | Боржавское (Borschawskoje)        | Čengava, Čingava             | Nagycsongova   | -       |
| Bukowe                   | Букове         | Буковое (Bukowoje)                | Fakobyky                     | Fakóbükk       | -       |
| Drotynzi                 | Дротинці       | Дротинцы (Drotinzy)               | Sirma                        | Tiszaszirma    | -       |
| Fantschykowo             | Фанчиково      | Фанчиково (Fantschikowo)          | Fančikovo                    | Fancsika       | -       |
| Mala Kopanja             | Мала Копаня    | Малая Копаня (Malaja Kopanja)     | Malá Kopaňa                  | Alsóveresmart  | -       |
| Oleschnyk                | Олешник        | Олешник (Oleschnik)               | Olešník, Egreš               | Szőllősegres   | -       |
| Onok                     | Онок           | Онок                              | Onok, Onyk                   | Ilonokújfalu   | -       |
| Pidwynohradiw            | Підвиноградів  | Подвиноградов (Podwinogradow)     | Ardovec                      | Szőllősvégardó | -       |
| Prytysjanske             | Притисянське   | Притисянское (Pritisjanskoje)     | Conkáš                       | Czonkás        | -       |
| Schyroke                 | Широке         | Широкое (Schirokoje)              | Vyšní Šard                   | Felsősárad     | -       |
| Trosnyk                  | Тросник        | Тростник (Trostnik)               | Trstník, Šašvar              | Tiszasásvár    | -       |
| Welyka Kopanja           | Велика Копаня  | Великая Копаня (Welikaja Kopanja) | Veľká Kopaňa                 | Felsőveresmart | -       |
| Welyki Komjaty           | Великі Ком'яти | Великиӣ Комяты (Weliki Komjaty)   | Veľké Komňaty, Veľké Komjaty | Magyarkomját   | -       |

## Persönlichkeiten
- Nachum Bandel (* 1928), israelischer Maler und Holocaustüberlebender, hier geboren
- Ábel Szocska (* 1972), Bischof der ungarisch griechisch-katholischen Eparchie Nyíregyháza, kam 1972 in Wynohradiw zur Welt.